# État de Patiala
1762 – 15 août 1947
Entités précédentes :
- Raj britannique

Entités suivantes :
- Inde

L'État de Patiala est un ancien État princier d'Inde, situé dans l'actuel Pendjab, autour de la ville éponyme.

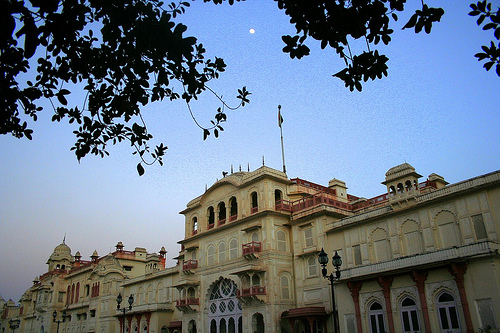
Palais Moti Bagh, Patiala.

## Histoire de la principauté
L'histoire de la fondation de l'État de Patiala tient plus du mythe que de la réalité. Les dirigeants des États de Patiala, de Nabha et de Jind retracent leur ascendance jusqu'à un certain Chaudhari Phul originaire de Jaisalmer, le nom de dynastie Phulkain dérivant de ce fondateur commun. Un de ses fils, Chaudhari Ram Singh est baptisé et béni par le gurû Gobind Singh. En 1714, son fils Âlâ Singh prend la tête d'une armée pour aider Banda Singh Bahadur engagé dans une lutte féroce contre les moghols ce qui lui permettra de constituer une principauté à partir d'un petit zamîndâri de 30 villages. Sous ses successeurs, l'État connaît une expansion jusqu'aux Shivalik au nord, au Rajasthan au sud et aux cours supérieurs de la Yamunâ et du Satlej.
Au milieu du XVIIIe siècle, Bâbâ Âlâ Singh fait preuve d'un courage et d'un discernement rares face aux moghols, aux Afghans et aux Marathes, ce qui lui permet d'assurer la survie de son état qu'il commence à étendre depuis son noyau situé à Barnala. En 1763, Bâbâ Âlâ Singh pose les bases du fort de Patiala connu sous le nom de Qila Mubârak, autour duquel la ville actuelle de Patiala est construite. Après la troisième bataille de Pânipat, en 1761, où les Marathes sont défaits, le mandat des Afghans sur le Panjâb devient incontesté. C'est à cette époque que les dirigeants de Patiala se parent des atours de la royauté. Ahmad Shâh Abdâlî accorde ainsi le titre de râja à Âlâ Singh et à la mort de ce dernier son petit-fils Amar Singh lui succède avec le titre de Râja-I-Râjjan (râjadhirâja) c'est-à-dire de mahârâja. Il lui est accordé également le droit de frapper monnaie.
Après quarante ans de lutte incessante contre les moghols, les Afghans et les Marathes, les frontières de l'État de Patiala sont fixées et assurées. Le râja de Patiala signe un traité avec les Britanniques contre Ranjit Singh en 1808, et de ce fait collabore à la construction du Raj britannique. Les Britanniques, par suite, traiteront les dirigeants de Patiala, Karam Singh, Narinder Singh, Mahendra Singh, Rajinder Singh, Bhupinder Singh et Yadvindra Singh avec respect et dignité.
C'est le mahârâja Bhupinder Singh qui donne à l'État de Patiala toute sa place sur l'échiquier politique indien de la période pré-indépendance. La majeure partie des bâtiments du patrimoine de Patiala sont construits pendant son règne. Son fils, Yadvindra Singh, est parmi les princes indiens, un de ceux qui sont favorables à l'intégration de leur État dans la nouvelle république indienne de façon à faciliter le processus d'intégration nationale. En remerciement pour ses services dans cette période troublée, il est nommé Rajpramukh de l'État nouvellement créé de Patiala et de l'Union des États du Panjâb oriental (Patiala and East Punjab States Union - PEPSU), de sa fondation en 1948 jusqu'à sa fusion avec le Panjâb en 1956.

## Dirigeants
- Râja
  - 1762 – 1765 : Ala Singh
  - 1765 – 1767 : Amar Singh (zh-min-nan)
- Râja-e Râjgan
  - 1767 - 1781 : Amar Singh (zh-min-nan)
  - 1781 - 1813 : Sahib Singh (en) (1774-1813)
  - 1813 - 1840 : Karam Singh (pa) (1797-1845)
- Mahârâja
  - 1840 - 1845 : Karam Singh (pa)
  - 1845 – 1862 : Narendra Singh (en) (1823-1862)
  - 1862 – 1876 : Mahendra Singh (en) (1852-1876)
  - 1876 – 1900 : Rajendra Singh (en) (1872-1900)
  - 1900 - 1938 : Bhupindra Singh (1891-1938)
  - 1938 - 1948 : Yadavindra Singh (1913-1974)